# Miguel I de Czernicóvia
S. Miguel de Czernicóvia ou Miguel Vsevolodovich (c.1179 – Saray, 20 de setembro de 1246) foi um Príncipe de Rus', membro da Dinastia Ruríquida. Ele era Grão-Príncipe de Quieve (1236–1239, 1241–1243); e também príncipe de Premíslia (1206), Novogárdia Sevéria (1219–1226), Czernicóvia (1223–1235, 1242–1246), Novogárdia (1225–1226, 1229–1230), e Galícia (1235–1236).
Evidências arqueológicas revelam que as cidades de Czernicóvia gozavam de uma grande prosperidade durante o reinado de Miguel, que favorecia o comércio. Foram interesses deste âmbito que o levaram a tomar o controlo de novas cidades como Aliche e Quieve, pois faziam parte das rotas que passavam também pelo vale do Reno e pelo Reino da Hungria. Estas rotas, graças a ele, começaram a passar também por Czernicóvia. Negociou também tratados comerciais e alianças políticas com a Polónia e a Hungria.
Aliviou taxas económicas a Novogárdia Magna e garantiu aos seus boiardos uma grande liberdade política dele próprio. Ele foi último governante autónomo de Quieve, visto que ap´s a sua deposição o Principado foi invadido pelos Mongóis, que destruíram a cidade. À época desta invasão, Miguel era o príncipe mais poderoso em toda a Rus’. Foi porém acusado de liderança ineficaz devido ao seu falhanço na tentativa de união de todos os principados contra o invasor. Na realidade, esta tarefa seria impossível de levar a cabo.
Miguel foi o primeiro príncipe de Czernicóvia a tornar-se um mártir, de acordo com o sentido da palavra: foi condenado à morte pela sua persistência na sua segundo a fé cristã. Ele e o seu boiardo mais fiel, Teodoro, foram torturados e decapitados pelos Tártaros. Os dois acabaram conhecidos como "Os Sofredores de Czernicóvia" e "Os Miraculosos de Czernicóvia".

## Primeiros anos
Miguel era o único filho conhecido de Usevolodo IV de Quieve, filho de Esviatoslau III de Quieve e Maria de Polócia, e da sua esposa Anastácia da Polónia, filha de Casimiro II da Polónia e Helena de Znojmo . Sofreu na infância uma paralisia que o avô, Esviatoslau III, procurou curar, sem sucesso. Recorreu então a Nicetas Estilites, um conhecido milagreiro, que morava no Mosteiro de São Nicetas. O enfermo dirigiu-se então, na companhia de boiardos, a Pereslávia, em Susdália. Dirigindo-se junto do pilar do monge, este deu a um boiardo um objeto seu, e este deu-o ao príncipe. Quando tocou no objeto, Miguel ficou milagrosamente curado, sendo chamado por Nicetas para lhe dar a sua bênção. Miguel ficou tão agradecido que beneficiou o mosteiro e mandou erigir uma cruz em pedra no local onde fora curado.
No verão de 1206, o seu pai cercou Quieve, enviou o seu posadnik a todas as cidades quievanas e forçou o príncipe Rurique II a refugiar-se em Vruchiy (atual Ovruch, na Ucrânia). Usevolodo também expulsou Jaroslau II (filho de Usevolodo III de Vladimir) de Premíslia, dando esta cidade a Miguel. Contudo Rurique estava determinado em obter novamente o controlo de Quieve e desta forma expulsou Usevolodo IV com certa facilidade. Rurique ordenou então a Miguel, que tinha na altura somente uma pequena comitiva em Premíslia, que se retirasse da cidade, pelo que este obedeceu e voltou para junto do pai em Czernicóvia. No verão de 1207, o pai uma vez mais ocupou Quieve e uma vez mais foi expulso por Rurique II, em outubro desse ano. Miguel desta vez acompanhara o pai desde Quieve.
Não há fontes que recordem o casamento de Miguel, mas há evidências que sugerem que desposou, em 1210 ou 1211, Helena (ou Maria) da Galícia, filha de Romano de Galícia e Predslava Rurikovna de Quieve, filha de Rurique II.
Em junho de 1212, os príncipes Mistislau de Esmolensco, Mistislau, o Temerário da Novogárdia Magna e Inguar de Luceória empreenderam uma ofensiva contra Usevolodo IV, que confrontou os atacantes em Vyshgorod Contudo a linhagem Rostislavichi da Dinastia ocupou Quieve, e Usevolodo teve de fugir com a família (possivelmente acompanhado de Miguel) uma vez mais e encontrou a segurança na sua cidade, Czernicóvia, onde faleceu em agosto de 1212. Miguel terá herdado as cidades de Bryn, Serensk e Mosalsk do seu pai.
Quando o seu tio Glebo de Czernicóvia faleceu entre 1215 e 1220 e Mistislau II de Czernicóvia se transferiu para a cidade, Miguel, devido ao seu estatuto de segundo na linha sénior, terá ocupado Novogárdia Sevéria.

Os movimentos de Gengis Cã e dos seus generais

Na primavera de 1223,  Gengis Cã, líder mongol, enviou uma forte cavalaria sob comando de Jebe e Subutai, para fazerem reconhecimento das "terras a ocidente", entrando na terra dos Cumanos. Incapazes de conter a invasão, os cumanos fugiram para Rus', ameaçando os príncipes que se recusassem ajudá-los teriam o mesmo destino deles próprios. No concílio dos príncipes de Rus' foi decidido não esperar pela chegada dos Tártaros, atacando-os nas estepes cumanas. Miguel esteve presente nessa reunião. As forças unidas dos príncipes atravessaram o rio Dniepre, e o primeiro conflito ocorreu nas suas margens. Na vanguarda Mistislau Mstislavich o Temerário destacou-se por ter derrotado um destacamento das tropas mongóis.
Atravessando o Dniepre, os exércitos de Rus' marcharam nas estepes cumanas por 8 dias, antes do encontro com a força principal mongol, que culminou na Batalha do Rio Kalka, que como o nome indica se travou nas margens do Rio Kalka. Desta vez não havia unidade nas tropas dos príncipes, pelo que o resultado foi desastroso para o lado russo: alguns príncipes (como Mistislau II de Czernicóvia) pereceram na batalha.

## O governo

### Príncipe de Czernicóvia e Novogárdia

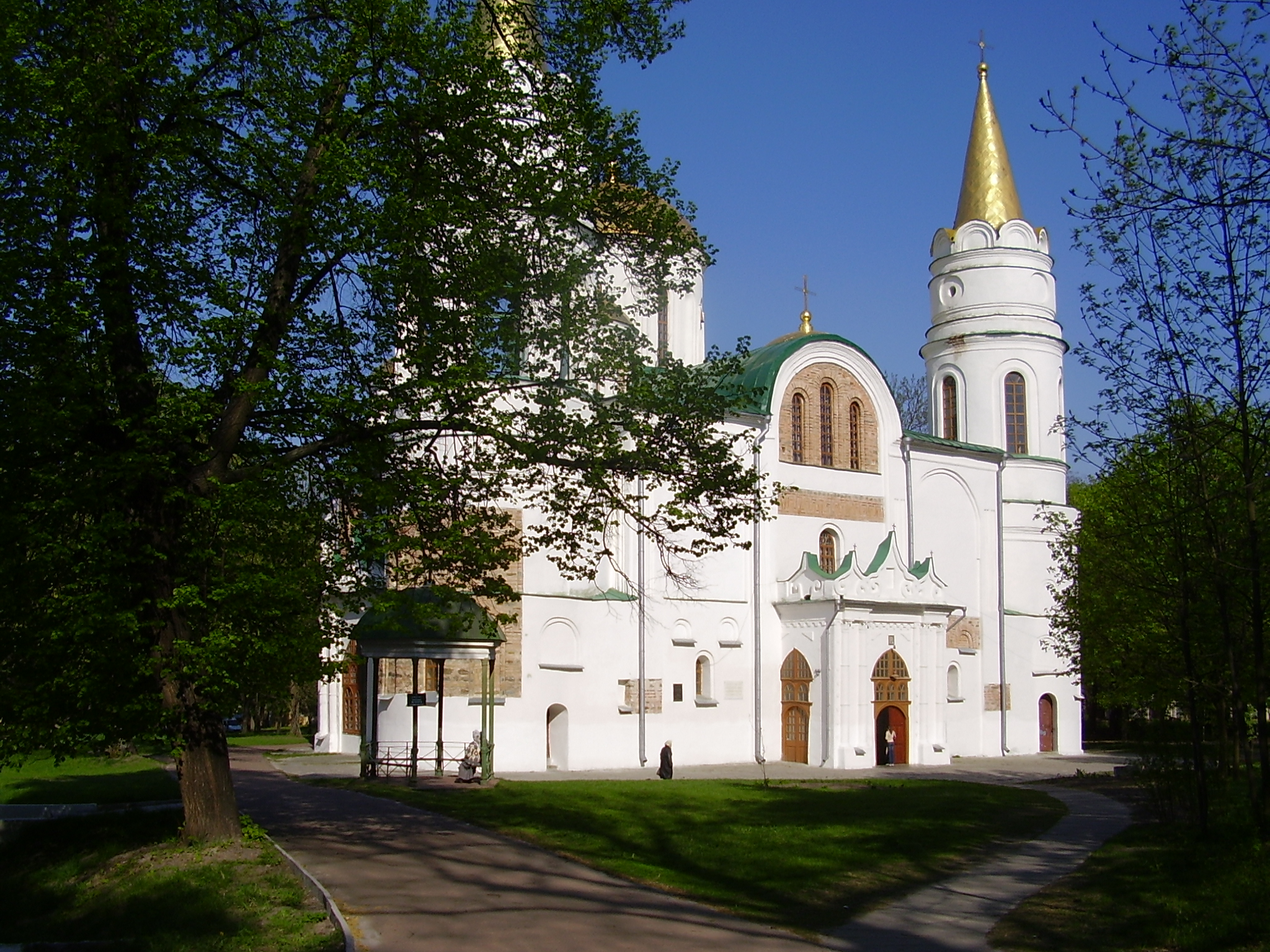
A Catedral do Santo Salvador de Czernicóvia (1030)

Miguel estava provavelmente entre os sobreviventes que retornaram a Czernicóvia. Apesar de nas crónicas não ser mencionada a deposição de Mistislau II de Czernicóvia, evidências comprovam que após a abdicação do tio, Miguel se sentara no trono do pai e do avô. A cerimónia terá tido lugar a 16 de junho. Devido ao facto de vários príncipes da sua geração terem falecido jovens e sem herdeiros, Miguel, na qualidade de príncipe sénior, assumiu o controlo sobre os domínios dos seus malogrados vassalos. Esta acumulação fez dele o proprietário de uma das maiores terras na região.

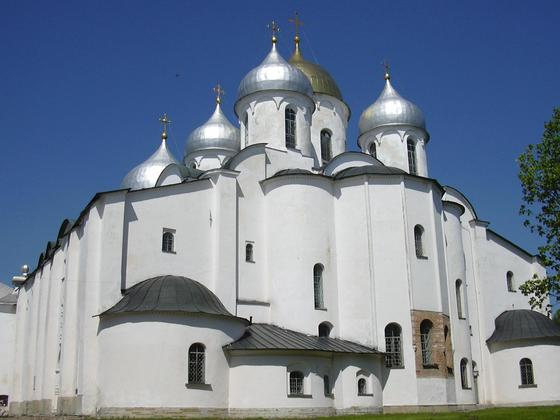
Catedral de Santa Sofia

Nesse tempo, os novogárdios reconheceram Jorge II de Vladimir, mas muitas vezes não concordavam com as suas nomeações de príncipes. Em 1224, o seu filho Usevolodo teve de fugir de Novogárdia. Miguel estava já em Vladimir quando Jorge soube da fuga do filho. Jorge ordenou o ataque, e os novogárdios confirmaram a sua lealdade mas fizeram um pacto de morte em defesa da Catedral de Santa Sofia. Jorge propôs então que aceitassem Miguel como príncipe. Novogárdia aceitou e em março de 1225 Miguel ocupou o Principado. Jorge exigiu porém 7 000 novuyu como multa aos cidadãos e confiscou-lhes os bens.
Miguel governou em Novogárdia subordinado a Jorge, tendo porém a intenção de retornar a Czernicóvia. Uma das suas tarefas importante será recuperar de Jorge os bens confiscados em Torzhok. Antes de deixar Novogárdia, Miguel pediu aos cidadãos que enviassem mercadores para Czernicóvia e declarou que as suas terras e as deles seriam uma só.
Passado um ano, Miguel estava envolvido num problema sucessório: Olegue de Cursco preparava-se para o combater. O motivo seria a possessão de Novogárdia Sevéria. No inverno de 1227, Jorge Vsevolodovich e os seus sobrinhos ajudaram Miguel contra Olegue. O Metropolitano Cirilo I de Quieve também ajudou na resolução de caso, que terminou com a cedência da Novogárdia Sevéria a Olegue.
Em 1228, Vladimir IV de Quieve convocou Miguel e ambos atacaram Daniel da Galícia, cunhado daquele, que havia cercado as cidades de Luceória e Chertoryysk, em Camenécia. Porém falharam em tomar Camenécia. Em dezembro desse ano, Novogárdia rebelou-se contra o tysyatskiy Viacheslau ande nomeou Bóris Negocheviche no seu lugar, e convidou Jaroslau III a regressar segundo um novo acordo. Miguel e os cidadãos novogárdios introduziram medidas para ajudar na afirmação do poder de Jaroslau: apontou-se Vnezd Vodovik como o novoposadnik removeram-se os seus outros administradores.
Na legislação de Miguel deu também aos oficiais algum do poder de Jaroslau, permitindo aos boiardos a nomeação dos seus próprios juízes, entre outras medidas. Após deixar Novogárdia, nomeou o seu filho como seu substituto na cidade. Em maio de 1230, retornou a Novogárdia onde instalou o seu filho no trono de facto. Antes de partir, prometeu aos novogárdios que voltava com tropas por volta de 14 de setembro. A 8 de dezembro, os cidadãos expulsaram Rostislau com o pretexto de o seu pai haver prometido tropas a 14 de setembro mas ser já dezembro e estas ainda não terem chegado. Convidaram novamente Jaroslau que chegou a 30 de dezembro. Para assegurar a hegemonia sobre Novogárdia, no entanto, Jaroslau precisava de impedir Miguel de lhes dar apoio.

### Príncipe de Czernicóvia e Grão-Príncipe de Quieve

Rússia de Quieve em 1237

Em 1231, Miguel travou uma guerra contra Vladimir IV de Quieve, que pediu ajuda a Daniel da Galícia, cunhado de Miguel. Daniel conseguiu pacificar os dois príncipes. No outono desse ano, Jaroslau III atacou o noroeste de Vyatichi, pegando fogo a Serensk (que seria o centro adminitrativo do património de Miguel), mas quando cercou Mosalsco, falhou em tomá-la. Jaroslau por sua vez recusou a paz, argumentando que só a aceitaria se Miguel expulsasse os fugitivos novogárdios das suas terras.
Em 1232, as tropas enviadas por Vladimir IV de Quieve capturaram os príncipes dos Bolocovenos que haviam invadido as terras de Daniel, e que tiveram de lhas devolver. Miguel e o príncipe Iziaslau Vladimirovich de Putyvl ameaçaram então atacar Daniel se este não libertasse os cativos. Em janeiro de 1235, Vladimir III e Daniel atacaram Czernicóvia, saquearam as imediações e pegaram fogo ao exterior da cidade, esperando que Miguel desta forma se submetesse. Porém, Miguel acabou por prometer várias recompensas a Daniel se estese livrasse de Vladimir. Daniel anuiu e tentou persuadir Vladimir a abandonar o cerco; porém foram ambos surpreendidos pelo ataque surpresa que Miguel empreendeu nessa mesma noite, matando vário soldados e obrigando Daniel a fugir e a retirar-se para Quieve.
Miguel aliou-se a Iziaslau Vladimirovich e aos Cumanos contra o cunhado e o príncipe de Quieve. Os dois lados enfrentaram-se em Torchesk, onde Daniel e Vladimir foram derrotados, e vários boiardos foram também feitos cativos. Entretanto, os aliados de Miguel tomaram Quieve e fizeram com que os mercadores alemães, vindos desde Novogárdia, pagassem pelos seus bens, e então nomeou o seu "príncipe-marioneta" de Quieve, Iziaslau Vladimirovich, que se tornou Iziaslau IV. Não era um método nada novo, visto que o antecessor de Iziaslau, Vladimir, era também marioneta de Daniel.

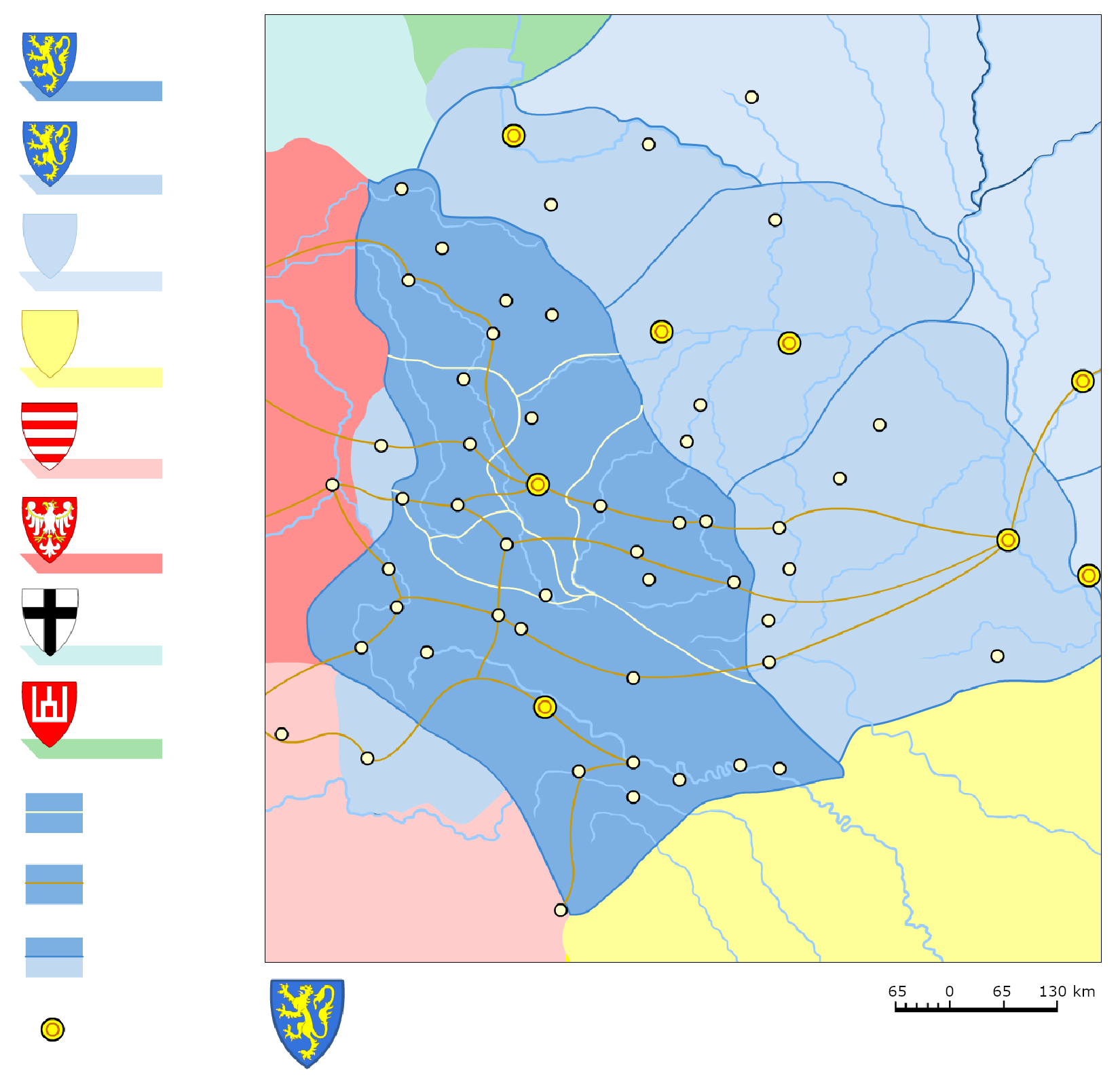
Galícia-Volínia nos séculos XIII-XIV

Na Hungria, o rei Bela IV renovou o pacto do seu pai com Miguel, aceitando dar-lhe ajuda militar. No verão de 1236, Daniel e o irmão Vasilko uniram tropas e marcharam contra Miguel. Contudo, encontrou-se contra as suas próprias tropas galicianas, a milícia local e um exército húngaro. Tentaram aplacar a sua frustração ocupando Zuenigoroda, mas os cidadãos repeliram o ataque. Após a saída das tropas húngaras, Daniel tentou uma vez mais; Miguel tentou apaziguar o seu cunhado dando-lhe Premíslia, cujos habitantes sempre o haviam apoiado.
Daniel, no entanto, ordenou a Vladimir (que entretanto depusera Iziaslau e retomara o controlo de Quieve) que abandonasse novamente o posto. Havia feito um pacto com Jorge II de Vladimir e pretendia colocar em Quieve o irmão deste, Jaroslau III, o que acabou por conseguir. Este chegou a Quieve em março de 1236, mas falhou em consolidar o seu governo e voltou para Susdália. Assim, aproveitando anova vacância, Miguel rapidamente nomeou o filho Rostislau e entrou em Quieve como príncipe, sem qualquer contestação. Após tomar Quieve, Miguel e o filho atacaram e retiraram Premíslia do controlo de Daniel. No entanto, a Galícia nomeou Daniel como príncipe em 1237; Miguel escapou para a Hungria e os boiardos tiveram de submeter-se a Daniel.

### A invasão mongol

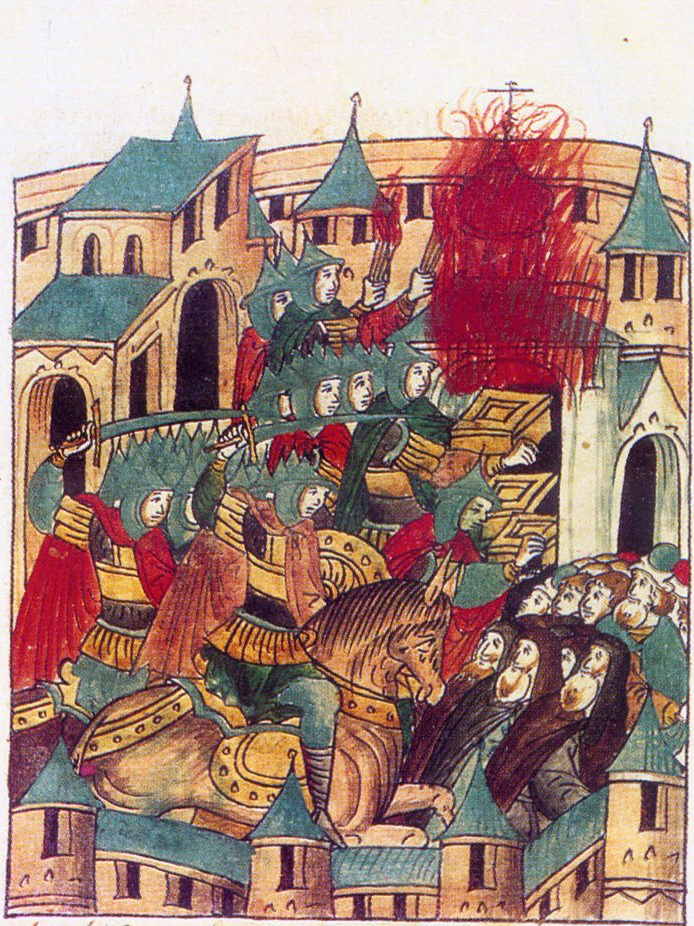
Saque de Susdália por Batu Cã em fevereiro de 1238

No inverno de 1237, Batu Cã veio até às fronteiras do Principado de Resânia; era possível que Jorge Ingvarevich, o governante tivesse enviado o seu irmão, Ingvar Ingvarevich, a Czernicóvia para pedir auxílio a Miguel, mas este não enviou quaisquer tropas de auxílio. A 21 de dezembro, os mongóis tomaram Resânia, e saquearam toda a população e roubaram também os tesouros do principado.
Em março de 1238, os invasores derrotaram as tropas de Jorge II de Vladimir e mataram-no, continuando a sua marcha, e chegaram a Kozelsk, que demoraram a sete semanas a destruir. As evidências arqueológicas provam também que cidades pertencentes a Miguel, como Mosalsk e Serensk, sofreram o mesmo destino.
Inicia-se, no ano seguinte a segunda fase da invasão: a 3 de março de 1239, as tropas mongóis pegaram fogo a Pereaslávia. Após isto, Miguel organizou uma evacuação do seu séquito em Quieve a partir de Kamenets. Porém, Jaroslau III cercou Kamenets e raptou a mulher de Miguel, mas este conseguiu escapar e retornou a Quieve. Helena foi salva pelo irmão, Daniel da Galícia, que pediu a Jaroslau que lhe enviasse a irmã.
No outono de 1239, os Mongóis, que haviam ocupado Czernicóvia a 18 de outubro, enviaram mensageiros a Quieve a propor paz, mas Miguel recusou submeter-se. Em 1240, Batu Cã enviou Mangu para fazer um reconhecimento da situação em Quieve; porém recusou a submissão matando os enviados do cã. Com poucos apoios, Miguel fugiu à Hungria. No caos que se sucedeu, vários boiardos tentaram tomar o poder, incluindo Rostislau III da Novogárdia, o próprio filho de Miguel, que chegou a cercar Quieve em 1239.Foi porém rapidamente expulso por Daniel da Galícia.
Entretanto, Miguel chegou à Hungria onde tentou arranjar esposa para o filho, Rostislau, e escolheu Ana, filha do rei. No plano de Miguel, Béla IV não viu vantagens em formar uma aliança desse género e expulsou Miguel e Rostislau da Hungria. Na Mazóvia, Miguel foi recebido calorosamente pelo tio, mas decidiu que era importante procurar reconciliar-se com o cunhado e enviou mensageiros para cumprir esse objetivo. Miguel jurou nunca mais se virar contra ele e que nunca mais tentaria nada contra ele. Daniel perdoou-o, convidou-o à Volínia, devolveu-lhe a esposa e abdicou do trono de Quieve. Porém, face à invasão mongol da cidade em 1240, Miguel não regressou, mas permitiu aos homens fiéis ao cunhado que lá permanecessem.
Pelo fim de 1240, Quieve estava completamente cercada pelos mongóis, caindo a 6 de dezembro. Ao inteirar-se do destino da cidade, Miguel teve de se impor novamente nas boas graças do tio materno, o Duque da Mazóvia. Porém, quando os invasores ameaçaram também o ducado, Miguel teve de fugir ainda mais para Ocidente, indo para Breslávia, na Silésia. Perseguido pelos Mongóis, Miguel veio até Środa, onde pilharam os seus bens e mataram várias pessoas do seu séquito, incluindo uma sua neta. Na altura em que os Mongóis invadiram a Silésia e outras terras polacas , Miguel regressou à Mazóvia.

## Últimos anos
Na primavera de 1241, Miguel achou seguro regressar a casa. Passando em Vladimir e em Pinsco, passando junto ao rio Pripiate, Miguel retornou a Quieve. Devido ao facto de a cidade estar presumivelmente ocupada por Batu Cã, Miguel instalou-se numa ilha perto de Podil. Batu Cã e os seus homens nada fizeram perante a sua chegada pois estavam a esperar o regresso dos príncipes às suas cidades e deixavam-nos chegar aos poucos, sem quaisquer impedimentos.
Em 1242, ao saber que Béla IV da Hungria havia dado a filha em casamento ao seu filho Rostislau III (que fugira para a Hungria), pensou que os seus esforços para conseguir a aliança com a Casa de Arpades haviam sido finalmente concretizados. Foi então à Hungria para tratar dos acordos que geralmente acompanhavam este tipo de aliança. Porém, ficou consternado quando deu por si expulso pelo rei e pelo próprio filho. Regressou a Czernicóvia zangado com o filho e de mãos vazias.
Entretanto, Batu Cã começou a convocar os príncipes de Rus' a Sarai, para lhe renderem homenagem. O primeiro a responder ao pedido foi Jaroslau III, que em 1243 se dirigiu à cidade, e como recompensa Batu Cã deu-lhe o Principado de Quieve, que se apressou a assumir, enviando um oficial para governar a cidade no seu lugar. Miguel regressou então a Czernicóvia, mas até aí a sua autoridade era insegura: precisava de render homenagem ao mongol para reobter autoridade incontestada.

## Martírio e culto

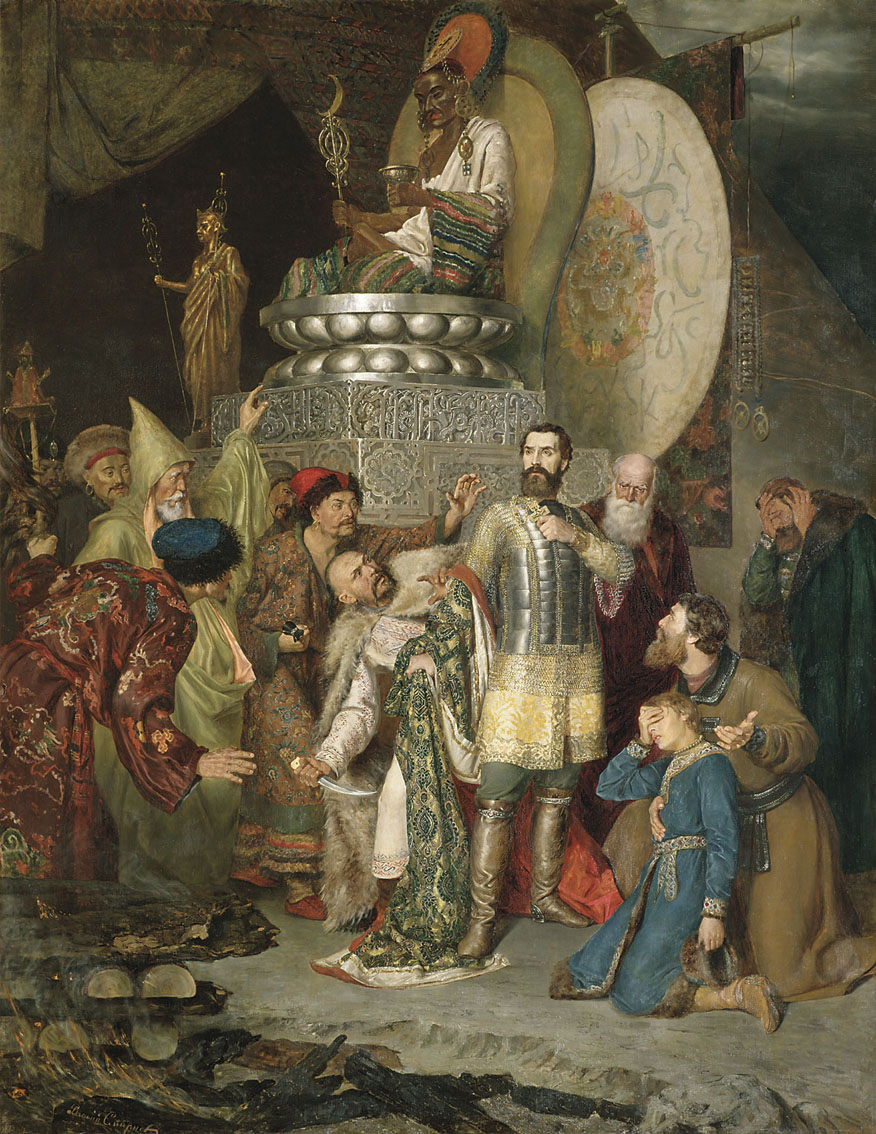
Miguel de Czernicóvia no campo de Batu Cã (1883), de Vasiliy Smirnov

No final de 1245, Miguel era o único dos três príncipes sénior de Rus' que ainda não havia prestado homenagem ao conquistador. No final, Miguel foi a tempo de prevenir um ataque punitivo aos seus domínios por parte dos Mongóis. O seu neto, Bóris Vasilkovich de Rostóvia, acompanhou-o nessa empresa.
Quando chegaram a Sarai, Batu Cã enviou mensageiros ao campo de Miguel para o informar de que teria que se converter ao Tengriismo, a religião que definia as leis dos Mongóis, tendo de se curvar perante os fogos e os ídolos. Miguel acabou por aceitar curvar-se perante o Cã, mas insultou-o quando recusou converter-se. Zangado, Batu Cã ordenou a morte de Miguel. A 20 de setembro de 1246, Miguel foi abatido por Domano de Putívia, e Teodoro, o boiardo que o acompanhara, foi morto depois dele. Crónicas antigas, como a Primeira Crónica da Novogárdia, narra que os seus corpos foram atirados aos cães, mas como sinal divino os corpos não foram tocados. Quando foram atirados para as grandes chamas, o fogo pairou sobre eles, não os queimando.
A crónica mostra que a população de Rus' reconheceu Miguel e Teodoro como mártires logo após a sua morte. Os corpos foram trazidos para Czernicóvia e sepultados numa capela que lhes foi dedicada (Os Milagreiros de Czernicóvia) na Catedral da Santa Salvação.
Helena, a sua esposa, sobreviveu-lhe e promoveu o seu culto. A sua filha Maria e os netos Boris e Gleb Vasilkovich inauguraram a Festa dos Milagreiros de Czernicóvia a 20 de setembro, e construíram uma igreja em sua honra. A irmã de Maria, Teodora (ou Feódula), que se tornara freira como Eufrosina também espalhou o culto do pai, comprovado por uma fonte do século XVII que reportava a existência de uma igreja de madeira dedicada a eles.
O culto foi aprovado em 1547. Quando Czernicóvia foi ocupada pela Polónia em 1578, Ivã, o Terrível  trouxe as relíquias dos dois santos para Moscovo, onde foram colocadas na Catedral de S. Miguel o Arcanjo. Em tempos de opressão, estes mártires eram considerados pelos Russos como os seus principais representantes perante Deus.

## Títulos e sucessores
| Miguel I de Czernicóvia Dinastia RuríquidaNascimento: c.1179 Morte: 20 setembro de 1246, Sarai       |                                                                |                                                         |
| Precedido por Jaroslau II                                                                            | Príncipe de Pereaslávia 1206                                   | Sucedido por Vladimir IV                                |
| Precedido por Mistislau II                                                                           | Príncipe da Novogárdia Sevéria 1219–1226                       | Sucedido por Olegue I                                   |
| Precedido por Mistislau II                                                                           | Príncipe de Czernicóvia (1ªvez) 1223–1226                      | Sucedido por Olegue III                                 |
| Precedido por Olegue III                                                                             | Príncipe de Czernicóvia (2ªvez) 1226–1234                      | Sucedido por Mistislau III                              |
| Precedido por Usevolodo III                                                                          | Príncipe da Novogárdia (1ªvez) 1225–1226                       | Sucedido por Jaroslau V                                 |
| Precedido por Teodoro e Alexandre I                                                                  | Príncipe da Novogárdia (2ªvez) 1229–1231                       | Sucedido por Rostislau III                              |
| Precedido por Daniel da Galícia                                                                      | Príncipe de Galícia 1235–1236                                  | Sucedido por Rostislau II                               |
| Precedido por Jaroslau III                                                                           | Grão-Príncipe de Quieve (1ªvez) 1238–1239                      | Sucedido por Rostislau III                              |
| Precedido por Mistislau III                                                                          | Príncipe de Czernicóvia (3ªvez) 1239                           | Sucedido por Rostislau I                                |
| Precedido por (oficiais tártaros nomeados por Batu Cã) Último titular independente:Daniel da Galícia | Grão-príncipe de Quieve (2ªvez, sob ocupação mongol) 1241–1243 | Sucedido por Jaroslau III subordinado ao Império Mongol |
| Precedido por Rostislau I                                                                            | Príncipe de Czernicóvia (4ªvez) 1241-1245                      | Sucedido por Romano I                                   |